# Byrd Township (Missouri)
Byrd Township est un township du comté de comté de Cap Girardeau dans le Missouri, aux États-Unis,. En 2000, sa population s'élève à 15 693 habitants. Le township est fondé en 1807 et baptisé en référence à Abraham Byrd, un commissaire de comté.

## Source de la traduction
- (en) Cet article est partiellement ou en totalité issu de l’article de Wikipédia en anglais intitulé « Byrd Township, Cape Girardeau County, Missouri » (voir la liste des auteurs).